# Can't Take That Away from Me
Cant Take That Away from Me é a primeira mixtape da cantora estadunidense JoJo. Foi autopublicado pela cantora para download gratuito, exclusivamente através da Rap-Up.com, em 7 de setembro de 2010. A mixtape serviria com uma prequela de seu terceiro álbum de estúdio, na época trabalhado e intitulado como All I Want Is Everything (seu terceiro álbum de estúdio, Mad Love, seria posteriormente e lançado apenas em 2016). JoJo participou da composição de todas as faixas, com exceção de uma. Ela trabalhou com uma variedade de produtores, incluindo Beau Dozier, Theron "Neff-U" Feemster, Chad Hugo, Kenna, The Messengers, Oak, dentre outros. A mixtape não foi lançada comercialmente e não está disponível em plataformas de streaming. Desde seu lançamento na Rap-Up.com, a mixtape foi baixada mais de 400.000 vezes.
O primeiro single da mixtape, "In the Dark", foi liberado em 30 de agosto de 2010.

## Faixas
| N.º | Título                                        | Compositor(es)                                  | Produtor(es)             | Duração |  |
| 1.  | "Can’t Take That Away from Me"                | Joanna "JoJo" Levesque, Mischke                 | Theron "Neff-U" Feemster | 03:02   |  |
| 2.  | "Running on Empty"                            | Joanna "JoJo" Levesque, Mischke                 | Theron "Neff-U" Feemster | 03:15   |  |
| 3.  | "Pretty Please"                               | Joanna "JoJo" Levesque, Jim Beanz, Kenna        | Chad Hugo, Kenna         | 03:21   |  |
| 4.  | "Why Didn't You Call"                         | Joanna "JoJo" Levesque                          | State of Emergency       | 03:28   |  |
| 5.  | "Just a Dream"                                | Joanna "JoJo" Levesque                          | Jeremiah McConico        | 03:31   |  |
| 6.  | "When Does It Go Away" (feat. Travis Garland) | Travis Garland, Beau Dozier                     | Beau Dozier              | 04:16   |  |
| 7.  | "My Time Is Money"                            | Joanna "JoJo" Levesque, Nasri Atweh, Luke James | Oak                      | 02:43   |  |
| 8.  | "What You Like" (feat. Jordan Gatsby)         | Joanna "JoJo" Levesque, Jordan Gatsby           | Jordan Gatsby            | 03:39   |  |
| 9.  | "In the Dark"                                 | Joanna "JoJo" Levesque                          | Jordan Gatsby            | 03:31   |  |
| 10. | "Boy Without a Heart"                         | Joanna "JoJo" Levesque, Nasri Atweh             | The Messengers           | 04:15   |  |
| 11. | "All I Want Is Everything"                    | Joanna "JoJo" Levesque                          | Jordan Gatsby            | 03:04   |  |